# Donnie Fatso
 Donnie Fatso, titulado, Donnie, el gordo en Hispanoamérica y El topo gordo en España, es el noveno episodio de la vigesimosegunda temporada la serie de animación los Simpson. Fue emitido el 12 de diciembre de 2010 en Estados Unidos por la cadena FOX. Las estrellas invitadas son Jon Hamm y Joe Mantegna.

## Sinopsis
Todo empieza tras la fiesta de Año Nuevo, cuando Homer iba a sacar la basura, recibió una gran cantidad de multas por romper las reglas que fueron inauguradas el 1 de enero de Año Nuevo, por lo que debía más de 1050 dólares; para salir libre, Moe le aconseja a Homer de dar un soborno de 100 dólares a una ventanilla del tribunal, pero acaba en la cárcel por intentar sobornar a un funcionario.
Después se convierte en el soplón de un detective del FBI para rebajar su condena, infiltrándose en el mafioso grupo de Tony el Gordo, llevando una cámara oculta en una peluca, Homer escapa junto a Tony y su banda ya que la cárcel fue construida por la mafia por la que había muchas entradas secretas. Un día cuando Tony fue a dejarle flores a la tumba de su esposa, entendió de que Homer era un buen miembro ya que compartía sus penas (pero en realidad Homer lloraba porque el amor que siente Tony por su difunta esposa le hizo recordar a Marge). Una misión que Tony le encargó a Homer era quemar el Bar de Moe, ya que Moe le insulta a Tony pensando que le hacía una llamada de broma (aunque en realidad llamaba a un compañero de la mafia), pero Moe había quemado primero su bar antes que Homer, para así evitar poner un tocador para damas. Más tarde, Homer es bienvenido como miembro oficial de la mafia por lo que él crea un vínculo especial con Tony el Gordo. Una noche, Tony recibe un tráfico de armas belgas, pero Homer se preocupaba bastante ya que lo iban a descubrir, luego de que Tony descubre que Homer era un espía del FBI, se angustia tanto que le da un infarto y muere.
Homer se siente culpable de lo que le hizo a Tony y cuando fue a visitar su tumba, cae inconsciente, y al despertar resultó ser secuestrado por el primo de San Diego del gordo Tony, Tony Delgado (similar a éste, pero musculoso) quien había secuestrado a Homer para asesinarlo para vengar la muerte de su primo, pero decidió no matarlo ya que su primo vive aun en los recuerdos de Homer y matarlo sería destruir lo que queda de él. Al final, Homer narra el epílogo de la historia, diciendo que Tony Delgado tomó el lugar de su primo en la mafia de Springfield, quien luego empezó a comer para calmar sus tensiones, perdiendo su físico y convirtiéndose en un nuevo Tony el Gordo.

## Recepción
El episodio fue visto aproximadamente por 7.32 millones de espectadores en EE. UU.